# Henrietta Ebert
Henrietta Ebert (nacida como Henrietta Dobler, 15 de enero de 1954) es una deportista de la RDA que compitió en remo.
Participó en los Juegos Olímpicos de Montreal 1976, obteniendo una medalla de oro en la prueba de ocho con timonel. Ganó tres medallas en el Campeonato Mundial de Remo entre los años 1974 y 1978, y una medalla en el Campeonato Europeo de Remo de 1973.

## Palmarés internacional
| Juegos Olímpicos   | Juegos Olímpicos          | Juegos Olímpicos | Juegos Olímpicos   |
| Año                | Lugar                     | Medalla          | Prueba             |
| ------------------ | ------------------------- | ---------------- | ------------------ |
| 1976               | Montreal (Canadá)         | Medalla de oro   | Ocho con timonel   |
| Campeonato Mundial |                           |                  |                    |
| Año                | Lugar                     | Medalla          | Prueba             |
| 1974               | Lucerna (Suiza)           | Medalla de oro   | Ocho con timonel   |
| 1975               | Nottingham (Reino Unido)  | Medalla de oro   | Cuatro con timonel |
| 1978               | Cambridge (Nueva Zelanda) | Medalla de plata | Cuatro con timonel |
| Campeonato Europeo |                           |                  |                    |
| Año                | Lugar                     | Medalla          | Prueba             |
| 1973               | Moscú (URSS)              | Medalla de plata | Ocho con timonel   |